# Евтянов, Сергей Иванович
Сергей Иванович Евтянов (1913 — 1976) — российский учёный, специалист в области теоретической радиотехники и передающих устройств, доктор технических наук, профессор, лауреат Сталинской премии.

## Биография
С 1931 года после окончания Политехникума связи работал в Наркомате связи, а позднее в Академии связи им. Подбельского.
Заочно окончил МЭИС (1935) и остался работать на кафедрах радиопередающих устройств и теоретических основ радиотехники. Ученик академика А. А. Андронова. В 1938 году опубликовал курс лекций по теоретическим основам радиотехники.
В 1940 году защитил кандидатскую диссертацию на тему «Исследование автогенератора с гридликом», в 1947 году — докторскую диссертацию, опубликованную позже в виде монографии «Переходные процессы в приемно-усилительных схемах».
В 1947—1962 годах — зав. кафедрой радиопередающих устройств Московского энергетического института.
С 1962 года старший научный сотрудник ВНИИ радиотехники.
Похоронен на Преображенском кладбище.

## Научная деятельность
Создатель научно-педагогической школы в области формирования колебаний и сигналов в радиотехнических устройствах и системах. Разработал новые методы анализа и проектирования линейных и нелинейных функциональных узлов и устройств радиотехнических систем.
Ученики и последователи: М. Б. Благовещенский, Г. М. Уткин, А. А. Туркин, А. А. Дворников, В. И. Огурцов, И. А. Попов, Б. Е. Петров, О. А. Челноков, В. М. Богачев, С. Л. Куницын, М. В. Капранов, В. Н. Кулешов, и другие.

### Труды
- Евтянов С. И. Переходные процессы в приемно-усилительных схемах. М.: Связьиздат, 1948.
- Евтянов С. И. Радиопередающие устройства. М.: Связьиздат, 1950.
- Евтянов С. И. Ламповые генераторы. М.: Связь, 1967.
- Евтянов С. И., Редькин Г. Е. Импульсные модуляторы с искусственной линией. М. Советское радио. 1973.

## Награды
- Сталинская премия 1953 года — за фундаментальный учебник «Радиопередающие устройства».
- Ордена Красной Звезды, «Знак Почёта», Трудового Красного Знамени и тремя медалями.